# Nikolaus Biewer
Nikolaus Biewer (24 gennaio 1922 – 16 novembre 1980) è stato un calciatore tedesco, di ruolo difensore.

## Carriera

### Club
Militò per dodici anni nel Saarbrücken.

### Nazionale
Giocò per la sua nazionale 11 partite senza però segnare nessuna rete, risulta settimo per numero di presenze.

## Palmarès

### Club

#### Competizioni nazionali
- Ehrenliga Saarland: 1

Saarbrücken: 1950-1951